# Плејаде (звездано јато)
Плејаде или Влашићи су астеризам и расејано звездано јато у сазвежђу Бик. У Месјеовом каталогу носе ознаку М45.
На небеском своду Плејаде, или у српском народу знане као Влашићи, се налазе у близини Хијада у сазвежђу Бик. То је блистави скуп од 120 звезда, од којих се голим оком може видети девет најсјајнијих, јер су астрономи друштву од седам митских Плејада додали још и Плејону и Атласа.

## Порекло имена
Име Плејаде потиче из старогрчког. Вероватно потиче од плеин („пловити“) због важности кластера у ограничавању сезоне пловидбе у Средоземном мору: „сезона пловидбе започела је њиховим хелијакалним порастом“.Међутим, у митологији се то име користило за Плејаде, седам божанских сестара, име које је наводно настало од имена њихове мајке Плеионе и ефективно значи „кћери Плеионе“. У стварности је име звезданог јата готово сигурно било прво, а Плеионе је измишљен да би га објаснио.

## Фолклор и митологија
Плејаде су истакнути призор зими на северној хемисфери и лако су видљиве на средњим јужним географским ширинама. Познати су од античких култура широм света, укључујући Келте, Хаваје (који их зову Макалиʻи), Маоре (који их зову Матарики), Аустралце Абориџине (из неколико традиција), Персијце, одакле на хиндском и урду (који их је звао پروین Парвин или پروی Парви),Арапи, Кинези (који су их звали 昴 мао), Кечуа, Јапанци (који их зовуル / ス ハ ル Субару), Маје, Астеци, Сијукси, Киова и Чироки. У хиндуизму, Плејаде су познате као Критика и повезане су са богом рата Картикеја. Такође се у Библији помињу три пута.
Најранији познати приказ Плејада вероватно је севернонемачки артефакт из бронзаног доба познат као небески диск Небре, датиран приближно у 1600. годину пре нове ере. Каталози вавилонских звезда Плејаде именују МУЛМУЛ (𒀯𒀯), што значи „звезде“ (дословно „звезда звезда“), и воде на листи звезда дуж еклиптике, што одражава чињеницу да су биле близу тачке пролећне равнодневнице 23. век п.
Стари Египћани су можда користили имена „Следбеници“ и „Енеад“ у прогнозним текстовима Календара срећних и несрећних дана папируса у Каиру 86637.Неки грчки астрономи сматрали су их засебним сазвежђем, а спомињу их Хесиодова дела и дани, Хомерова Илијада и Одисеја и Геопоника. Неки учењаци ислама су сугерисали да су Плејаде (ат-тураија) „звезда“ која се спомиње у Сури Ан-Наџм („Звезда“) Кур’ана.

#### Субару
У Јапану се сазвежђе помиње под именом Мутсурабоши („шест звезда“) у Којикију из 8. века. Сазвежђе је у Јапану сада познато као Субару. Изабран је као робна марка аутомобила Субару како би одражавао порекло фирме као удруживање пет компанија, а приказан је у логотипу фирме са шест звездица.

## Опсервациона историја
Галилео Галилеј је био први астроном који је Плејаде гледао телескопом. Тиме је открио да јато садржи много звезда сувише пригушених да би се могле видети голим оком. Своја запажања, укључујући скицу Плејада на којима се види 36 звезда, објавио је у свом спису  Sidereus Nuncius марта 1610. године.
Плејаде су одавно познате као физички повезане звезде, а не као случајно поравнање. Џон Мичел је израчунао 1767. године да је вероватноћа случајног поравнања толико сјајних звезда само 1 на 500 000, и тако претпоставио да Плејаде и многа друга јата звезда морају бити физички повезани. Када су први пут направљене студије о правилном кретању звезда, утврђено је да се све оне крећу у истом смеру по небу, истом брзином, што даље показује да су повезане.
Чарлс Месиер је измерио положај јата и уврстио га као М45 у свој каталог објеката сличних комети, објављен 1771. Заједно са маглином Орион и гроздом Пресепе, Месиерово укључивање Плејада забележено је као знатижељно, јер је већина Месијеових објеката било много слабије и лакше их је заменити са кометама - нешто што се за Плејаде чини тешко могуће. Једна од могућности је да је Месиер једноставно желео да има већи каталог од свог научног ривала Лачаилеа, чији је каталог из 1755. године садржао 42 предмета, па је додао неке светле, добро познате предмете да појача свој списак.
Едме-Себастиен је затим 1782. године из својих запажања 1779. године нацртао мапу од 64 звезде Плејаде, коју је објавио 1786.

## Удаљеност
Удаљеност до Плејада може се користити као кључни први корак за калибрацију космичке лествице даљине. Како је јато релативно близу Земље, његову удаљеност би требало бити релативно лако измерити и процењена је многим методама. Прецизно познавање удаљености омогућава астрономима да уцртају Херцспрунг-Раселов дијаграм за кластер, који, у поређењу са онима који су уцртани за јата чија удаљеност није позната, омогућава процену њихове удаљености. Друге методе могу затим проширити скалу удаљености од отворених јата до галаксија и јата галаксија, а може се направити и космичка лествица даљине. 
На крају, на разумевање старости и будуће еволуције свемира астрономи утичу њихово знање о удаљености до Плејада. Ипак, неки аутори тврде да је контроверза око удаљености до Плејада, о којој се говори у наставку, црвена харинга, јер се космичка лествица даљине (тренутно) може ослонити на низ других оближњих јата где постоји консензус у погледу удаљености утврђених сателитом Хипарцос и независна средства.

## Композиција
Радијус језгра јата је око 8 светлосних година, а плимни радијус око 43 светлосне године. Кластер садржи преко 1.000 статистички потврђених чланова, мада ова бројка искључује нерешене бинарне звезде.Његовом светлошћу доминирају младе, вруће плаве звезде, од којих се до 14 могу видети голим оком у зависности од локалних услова посматрања. Распоред најсјајнијих звезда донекле је сличан Великом и Малом Медведу. Процењује се да укупна маса садржана у скупу износи око 800 Сунчевих маса и њоме доминирају слабије и црвене звезде.
Кластер садржи много смеђих патуљака, који су објекти са мање од око 8% Сунчеве масе, недовољно тешки да би реакције нуклеарне фузије започеле у својим језгрима и постале праве звезде. Они могу чинити до 25% укупне популације кластера, иако доприносе мање од 2% укупне масе.Астрономи су уложили велике напоре да пронађу и анализирају смеђе патуљке на Плејадама и другим младим јатима, јер су још увек релативно светли и уочљиви, док су смеђи патуљци у старијим јатима избледели и много их је теже проучавати.

## Најсветлије звезде
Девет најсјајнијих звезда Плејада названо је као Седам сестара грчке митологије: Стеропе, Меропе, Електра, Маја, Тајгета, Селеано и Алсионе, заједно са њиховим родитељима Атласом и Плејонеом. Као ћерке Атласа, Хијаде су биле сестре Плејаде. Енглески назив самог јата грчког је порекла (Πλειαδες), мада несигурне етимологије. Предложени изводи укључују: од πλειν  „пловити“, чинећи Плејаде „пловидбеним“; из πλεος плеос, „пун, много“; или из πελειαδες  „јато голубова“.

## Старост и еволуција
Доб звезданих јата може се проценити упоређивањем Херцспрунг-Раселовим дијаграмима за јато са теоријским моделима еволуције звезда. Користећи ову технику, процењена је старост Плејада између 75 и 150 милиона година. Велико ширење у процењеним годинама резултат је несигурности у моделима звездане еволуције, који укључују факторе попут конвективног прелета, у коме конвективна зона унутар звезде продире у иначе неконвективну зону, што резултира већим привидним узрастима.
Кластер се полако креће у правцу "стопала" тренутног сазвежђа Ориона. Као и већина отворених јата, Плејаде неће заувек остати гравитационо повезане. Неке компоненте звезде избациће се након блиских сусрета са другим звездама; други ће бити огољени плимним гравитационим пољима. Прорачуни сугеришу да ће се кластеру требати око 250 милиона година да се рашири, гравитационе интеракције са џиновским молекуларним облацима и спиралним краковима наше галаксије такође убрзавају његово пропадање.

## Могуће планете
Анализирајући дубоко инфрацрвене слике добијене свемирским телескопом Спицер и телескопом Џемини Норт, астрономи су открили да је једна од звезда јата - ХД 23514, која има масу и сјај нешто већу од Сунчеве, окружена изванредним бројем вруће честице прашине. Ово би могао бити доказ за стварање планета око ХД 23514.